# Achiras
Achiras är en ort i Argentina.   Den ligger i provinsen Córdoba, i den centrala delen av landet, 600 kilometer väster om huvudstaden Buenos Aires. Achiras ligger 832 meter över havet och antalet invånare är 2 173.
Terrängen runt Achiras är platt åt sydost, men åt nordväst är den kuperad. Runt Achiras är det glesbefolkat, med 13 invånare per kvadratkilometer.. Achiras är det största samhället i trakten. 
Trakten runt Achiras består till största delen av jordbruksmark.